# Matang Keupula Dua
Matang Keupula Dua is een bestuurslaag in het regentschap Aceh Timur van de provincie Atjeh, Indonesië. Matang Keupula Dua telt 721 inwoners (volkstelling 2010).